# Nastas Petrović
Nastas Petrović (Čačak, 5 de noviembre de 1867 - Belgrado, 22 de febrero de 1933) fue un político serbio que se desempeñó como Ministro del Interior del Reino de Serbia y Ministro del Interior del Reino de los Serbios, Croatas y Eslovenos. 

## Biografía
Nació en 1867 en la ciudad de Čačak, sitio donde realizó sus primeros estudios, para después trasladarse a estudiar Filosofía en la Gran Escuela de Belgrado. Tras graduarse de esta en 1892, comenzó a trabajar como profesor en la Escuela Superior de Užice, pero fue despedido debido a su apoyo político al radicalismo, razón por la cual también fue puesto bajo custodia. En 1900 fue reincorporado al mercado laboral, siendo contratado como profesor de la Escuela Masculina de Maestros de Jagodina. Siendo joven fue seguidor de las ideas del entonces ya fallecido Svetozar Marković; siendo todavía estudiante se convirtió en presidente de la asociación Nada y siendo profesor de la asociación Pobratimstvo, ambas de ideología radical. En 1902 se afilió al Partido Popular Radical y comenzó a colaborar con periódicos radicales como "Narodni pokret"; para 1907 ya era presidente de la Asociación de Periodistas de Serbia, ocupando este puesto por mucho tiempo, simultáneo al de Presidente de la Asociación de Directores Municipales de Educación.
Petrović fue uno de los oradores radicales más reconocidos: Fue destacado por los medios de comunicación por la fuerza de su oratoria y su temperamento. Fue elegido por primera vez para un cargo político en 1901, ocupando un escaño en la Asamblea Nacional, y, si bien no fue reelegido en 1903, regresó a la Asamblea en 1905, manteniendo el puesto en las elecciones serbias de 1906, 1908 y 1912 y en las elecciones yugoslavas de 1920, 1923 y 1925. En 1903 se convirtió en el primer secretario de la Mesa Directiva del Partido Popular Radical, ocupando el cargo hasta julio de 1924. Fue diputado a la Asamblea Nacional de Corfú de 1916 y a finales de 1915, en plena Primera Guerra Mundial, creó un grupo de radicales independientes que se separaron del partido y se opusieron a la dirección de Nikola Pašić. Tras el fin de la guerra se reintegró al partido con sus seguidores, pero se siguió oponiendo a Pašić, especialmente en los temas concernientes a Croacia: Petrović intentó cooperar estrechamente con Stjepan Radić, Pašić desconfiaba de este y del Partido Campesino Croata. 
Fue en dos ocasiones Ministro del Interior: Por primera vez en el Reino de Serbia durante el gobierno de Nikola Pašić, entre el 12 de junio de 1907 y el 12 de abril de 1908; su paso por este ministerio fue turbulento ya que se presentó una acusación en su contra tras los asesinatos de Milan Novaković y Maksim Novaković, partidarios de la depuesta casa Obrenović y opositores de la Mano Negra. El debate fue llevado en tres ocasiones a la Asamblea y fue desestimado por la fiscalía en 1911.
En 1924, tras la muerte del líder del partido, Stojan Protić, se convirtió en presidente de los "Radicales Independientes", un pequeño grupo parlamentario que abogaba una coalición con los croatas. Ese mismo año, y siendo muy cercano al Rey Alejandro I, fue elegido como Ministro del Interior por segunda vez, esta vez en el Reino de los Serbios, Croatas y Eslovenos durante el gobierno de Ljubomir Davidović; este gobierno, llamado "Bloque del Acuerdo Popular", fue un intento de crear una coalición amplia de partidos, y estaba conformado por el Partido Demócrata de Davidović, el Partido Popular Esloveno de Anton Korošec y la Organización Musulmana Yugoslava de Mehmed Spaho, además de contar con el apoyo del Partido Campesino Croata de Radić. Sin embargo, este gobierno de coalición solo duró unos cuantos meses. Tras reelegirse a la Asamblea por última vez en 1925 perdió su influencia política y no regresó al Partido Popular Radical. Murió en Belgrado en febrero de 1933.